# Pip Torrens
Pip Torrens (Bromley, 2 juni 1960) is een Brits acteur.

## Biografie
Torrens doorliep de middelbare school aan de Bloxham School in Bloxham en studeerde hierna af in Engelse literatuur aan de Trinity College in Cambridge.
Torrens begon in 1984 met acteren in de film Oxford Blues, waarna hij nog in meer dan 180 films en televisieseries speelde. 

## Filmografie

### Films
Selectie:
- 2019 The Aftermath - als generaal Brook
- 2017 Darkest Hour - als BBC producent
- 2015 Star Wars: Episode VII: The Force Awakens - als kolonel Kaplan
- 2015 The Danish Girl - als dr. Hexler
- 2014 Gemma Bovery - als Rankin
- 2011 The Iron Lady - als Ian Gilmour
- 2011 War Horse - als majoor Tompkins
- 2011 My Week with Marilyn - als sir Kenneth Clark
- 2009 Dorian Gray - als Victor
- 2008 Easy Virtue - als Lord Hurst
- 2007 The Mark of Cain - als kolonel Hampton
- 2006 Dresden - als Saundby
- 2005 Pride and Prejudice - als Netherfield Butler
- 2005 Valiant - als Lofty (stem)
- 2005 The Commander: Blackdog - als DCS Les Branton
- 2005 The Commander: Virus - als DCS Les Branton
- 1997 Tomorrow Never Dies - als kapitein van HMS Bedford
- 1993 The Remains of the Day - als dr. Richard Carlisle
- 1992 Patriot Games - als EHBO-er
- 1986 Lady Jane - als Thomas
- 1984 Oxford Blues - als Ian

### Televisieseries
Selectie:
- 2024 Renegade Nell - als lord Blancheford - 3 afl.
- 2021-2023 Succession - als Peter Munion - 4 afl.
- 2021-2022 The Nevers - als Lord Massen - 12 afl.
- 2022 Sherwood - als commissaris Charles Dawes - 3 afl.
- 2016-2019 The Crown - als Tommy Lascelles (privé-secretaris koningin Elizabeth II) - 17 afl.
- 2017-2019 Preacher - als Herr Starr - 33 afl.
- 2015-2019 Poldark - als Cary Warleggan - 29 afl.
- 2018-2019 Deep State - als William Kingsley - 6 afl.
- 2018 Death and Nightingales - als Maurice Fairbrother - 3 afl.
- 2018 Patrick Melrose - als Nicholas Pratt - 4 afl.
- 2015-2017 Versailles - als Cassel - 17 afl.
- 2014-2016 Grantchester - als sir Edward Kendall - 3 afl.
- 2016 War & Peace - als Prince Bagration - 2 afl.
- 2015 Up the Women - als Lawrence - 3 afl.
- 2015 Kampen om tungtvannet - als Wilson - 6 afl.
- 2011-2014 Law & Order: UK - als Philip Nevins - 5 afl.
- 2011-2014 Silk - als HHJ Maikin - 4 afl.
- 2014 Fleming - als Esmond Rothermere - 4 afl.
- 2011 The Promise - als majoor John Arbuthnot - 4 afl.
- 2010 Coronation Street - als aanklager
- 2007 Doctor Who - als Rocastle - 2 afl.
- 2007 Waking the Dead - als Dennis Holland - 2 afl.
- 2005 Broken News - als Sam French - 6 afl.
- 1999 Pure Wickedness - als dr. Phil Gold - 3 afl.
- 1997 Bodyguards - als Robert Ferguson - 6 afl.
- 1987 The Lenny Henry Show - als PC Monkhouse - 6 afl.

### Computerspellen
- 2024 Elden Ring: Shadow of the Erdtree - als Radahn
- 2023 Warhammer Age of Sigmar: Realms of Ruin - als Nighthaunt commandant
- 2022 The Dark Pictures: The Devil in Me - als The Curator
- 2021 The Dark Pictures: House of Ashes - als The Curator
- 2020 The Dark Pictures: Little Hope - als The Curator
- 2019 The Dark Pictures: Man of Medan - als The Curator

- Bibliothèque nationale de France: cb16933152d (data)
- International Standard Name Identifier: 0000 0000 4749 2752
- Library of Congress Control Number: no2007143782
- Nationale Bibliotheek van Tsjechië: mzk20201068380
- Virtual International Authority File: 73648112
- WorldCat: E39PBJbRpM9hbr8Pkw7JtKXKh3